# Severomorsk
Severomorsk (rusko Северомо́рск), tudi Vajenga (Ваенга) do 18. aprila 1951,  je zaprto mesto v Murmanski oblati v Rusiji. Severomorsk je glavno oporišče ruske Severne flote. Mesto se nahaja na obali Barentsovega morja vzdolž Kolskega zaliva 25 km severovzhodno od Murmanska, upravnega središča oblasti, s katerim je povezan z železnico in cesto.
Leta 2016 je imel Severomorsk 50.905 prebivalcev.
Prva naselbina na mestu današnjega mesta je zrasla med leti 1896 in 1897. Poimenovana je bila Vajenga, po reki, katere ime prihaja iz samijske besede »vajongg«, kar pomeni severni jelen. Leta 1917 je v naselju živelo le trinajst ljudi, ki so se preživljali z lovom, ribarjenjem in živinorejo. Leta 1933 je bil ta zaliv izbran za eno od oporišč novoustanovljene Severne flote. Leta 1934 se je začela gradnja lesenih in opečnatih hiš ter oporišča mornariškega letalstva Vajenga-1. Avgusta 1941 se je vsa gradnja prekinila. Med vojno so letališče Vajenga-1 uporabljale Kraljeve letalske sile. Po vojni se je gradnja nadaljevala in Severomorsk je bil izbran za en glavnih oporišč Severne flote. 1. septembra 1947 se je iz Poljarnega v Vajengo preselilo poveljstvo Severne flote. 18. aprila 1951 je naselje prejelo status mesta in je bilo preimenovano v Severomorsk.
Po mestu je poimenovan rušilec razreda Fregat Severomorsk.